# Панариций
Панари́ций (лат. panaricium — ногтоеда; народное: волос, волосень кости (пальца)) — острое гнойное воспаление тканей пальцев рук и пальцев ног.
Воспаление и нагноение, присоединяющееся часто к небольшим повреждениям на пальце, вследствие вторжения гноеродных микроорганизмов; локализируется оно то только в коже и подкожной клетчатке, то в кости, а иногда в сухожильном влагалище. Последние две формы имеют наклонность распространяться на ручную кисть, давая здесь нагноение клетчатки (флегмона кисти), а затем переходить и выше по сухожильным влагалищам на предплечье (флегмона предплечья). Иногда большое участие в процессе принимают лимфатические сосуды (лимфангит), при чём могут воспалиться и нагноиться лимфатические железы (гнойный лимфаденит). Для лечения таких нагноительных процессов необходимы компрессы из антисептических жидкостей и ранние разрезы.
Нагноения, возникающие в мягких тканях тыльной поверхности пальцев (кроме области ногтя), к панарициям обычно не относят.

## Возникновение заболевания
Чаще всего панариций возникает от проникновения в мягкие ткани ладонной поверхности пальца гноеродных микробов (как правило, стафилококков, реже стрептококков, иногда отмечается смешанная патогенная микрофлора).
Проникновение осуществляется через мелкие ранки, уколы, ссадины, царапины, заусенцы, занозы, которые часто остаются даже незамеченными и которым не придаётся должного значения. Очень часто панариций возникает у детей, этому способствует часто пренебрежительное отношение ребёнка к правилам элементарной гигиены, активность, в ходе которой дети постоянно трогают руками различные предметы, повреждая руки и инфицируя их, а также нежная кожа ребёнка, не имеющая таких барьерных свойств, как кожа взрослого человека.
На ладонной поверхности пальца кожа соединена с ладонным апоневрозом плотными сухожильными тяжами. От глубоких слоёв кожи пальцев в глубину идут прочные эластичные волокна, которые с продольными пучками соединительной ткани образуют ячейки наподобие пчелиных сот. Эти ячейки наполнены жировыми комочками. Вследствие этого воспалительный процесс на пальце не может распространяться по плоскости, а быстро направляется по ходу соединительнотканных тяжей вглубь, поражая глубокие ткани и переходя на сухожилия, кости и суставы. Из-за этих же условий воспалительный выпот находится под значительным давлением, что вызывает сильную боль. Кроме того, скопление экссудата в замкнутых полостях между соединительнотканными перемычками приводит к нарушению кровообращения за счёт сдавливания питающих сосудов и развитию некрозов тканей.
Если не принять срочных мер, то нагноение распространится вглубь тканей — к сухожилиям, кости, суставу, что может привести к значительной и даже полной потере функции пальца. В запущенных случаях воспалительный процесс захватывает все ткани пальца, возникает пандактилит (от др.-греч. πᾶς «весь» и δάκτυλος «палец»). Это самое тяжёлое гнойное поражение пальца кисти. Включает поражение кожи, подкожной клетчатки, сухожильных структур, кости и (или) сустава. В ряде случаев это заболевание может закончиться ампутацией.

## Виды заболевания
- Кожный возникает на тыле пальца. Гной скапливается под эпидермисом, в результате чего образуется пузырь, наполненный мутной, иногда кровянистой жидкостью. Кожа вокруг пузыря приобретает красный оттенок, иногда становится ярко-красной. Боли умеренные, часто совсем не сильные, иногда возникает ощущение жжения. Со временем пузырь увеличивается, это сигнал к тому, что воспаление переходит на более глубокие ткани и болезнь прогрессирует.
- Околоногтевой (паронихий), (от греческого: para — возле и onyx — ноготь). Воспаление околоногтевого валика. Паронихий часто возникает после некачественно сделанного маникюра. Воспаление начинается у края ногтевой пластинки, в коже ногтевого валика, вследствие различных повреждений кожи (мелкие трещинки, заусенцы, микроскопические порезы). При околоногтевом панариции возможно полное поражение валика и подлежащей клетчатки.
- Подногтевой — воспаление тканей под ногтем. Может возникать в случае проникновения гноя под ногтевую пластинку. Часто такой панариций развивается после укола или попадания занозы под ноготь.
- Подкожный возникает на ладонной поверхности пальца, под кожей. Вследствие того, что кожа на этой стороне пальца достаточно плотная, образующийся под ней гной долго не может вырваться наружу, и процесс распространяется вглубь. Часто подкожный панариций ведёт к дальнейшему поражению сухожилий, суставов и кости. Иногда поражает их одновременно.
- Костный — поражение кости пальца. Развивается либо при непосредственном попадании инфекции в костную ткань (например, при инфицированных открытых переломах), либо при распространении гнойного процесса на кость с прилежащих мягких тканей.
- Суставной — гнойный артрит межфалангового сустава. Развивается как при непосредственном попадании инфекции в полость сустава (например, при ранении), так и вследствие длительного гнойного процесса в мягких тканях пальца над суставом. Для суставного панариция характерно веретенообразное расширение, резкое ограничение движений в суставе, болезненность при пальпации и движениях. Чаще всего поражается сустав первой фаланги.
- Костно-суставной чаще всего развивается вследствие прогрессирования суставного панариция. При таком виде заболевания происходит вовлечение в гнойный процесс суставных концов межфаланговых суставов. Однако окружающие сустав сухожилия сохраняются.
- Сухожильный (тендовагинит). Один из наиболее тяжёлых видов панариция, приводит к длительному нарушению функции кисти. Для него характерно опухание пальца, нахождение его в согнутом положении, ограничение движений, сильные боли. Особенно сильные боли возникают при попытках разогнуть палец.

## Симптомы заболевания
Общими симптомами панариция являются: боль (от очень слабой до очень сильной, пульсирующей, дёргающей, способной лишить сна и покоя), отёчность, гипертермия (чаще всего строго соответствует очагу поражения), покраснение, головная боль, повышение температуры, озноб. Тяжесть заболевания и скорость распространения инфекции во многом зависит от состояния иммунной системы организма и общего физического состояния человека.

## Осложнения
При панариции возможны многочисленные осложнения: воспаление лимфатических узлов и сосудов (лимфангит, лимфаденит), миозит, тромбофлебит, флегмона кисти (воспаление глубоких тканей), остеомиелит, общее заражение крови (сепсис) и т. д.

## Профилактика заболевания
- Предупреждение поражения пальцев (работа в защитных перчатках, аккуратность при маникюре и во время ухода за кистями рук, аккуратность в быту);
- Поддержание чистоты рук;
- В случае повреждения пальца необходимо смазать рану йодом и наложить стерильную повязку (как правило, это часто игнорируется, а между тем панариций начинается с самых незначительных повреждений кожи).

## Лечение заболевания
Лечение возникшего панариция иногда протекает достаточно легко (если заболевание не запущено), но необходимо помнить, что лечение в домашних условиях и многочисленными народными средствами не приносит результата, часто приводит к осложнениям. Поэтому при возникновении подозрения на панариций желательно обратиться к врачу. Ситуация ещё осложняется и тем, что чаще всего гнойный процесс вызывается стафилококками, нечувствительными к большинству антибактериальных препаратов. Поэтому приём таких препаратов при самолечении может не дать никаких результатов и только приведёт к потере времени и даст болезни возможность прогрессировать. К тому же распространение инфекции происходит очень быстро, и упущенное время даст возможность вовлечь в процесс более глубокие слои кожи и новые ткани, что может привести к остеомиелиту (расплавление гноем кости).
В начальных стадиях поверхностного панариция допустимы консервативные методы лечения, различные способы устранения боли, тепловые процедуры, УВЧ, несложные операции. Если процесс не остановлен, то необходимо серьёзное хирургическое вмешательство. Костный, суставной и сухожильный панариций лечится только хирургическим путём, причём хирургическая помощь должна быть оказана как можно раньше, особенно в случае с сухожильным панарицием, так как сухожилия быстро погибают в условиях окружающего гнойного процесса.

## Хирургическое лечение
После обработки фаланги антисептиками и обезболивания (чаще выполняют местную анестезию по Оберсту—Лукашевичу растворами новокаина или лидокаина при отсутствии аллергии или предварительно выполненной реакции на чувствительность к анестетикам (допускается скарификационная проба)) выполняется вскрытие панариция, удаление гнойного содержимого, ревизия полости на наличие карманов и затёков, рекомендуется контрапертура, обязательным условием является санация полости растворами антисептиков и постановка перчаточного дренажа, мазь (на выбор оперирующего хирурга), асептическая повязка.
Выполняется анестезия по Оберсту—Лукашевичу в случае панариция дистальной и средней фаланг пальцев. В остальных случаях применяется метод или по Брауну—Усольцовой, или внутрикостным введением анестетика (в случае глубоких форм панариция и флегмон кисти). Методика по Брауну—Усольцовой подразумевает введение раствора анестетика в межпястные промежутки (2, 3, 4), внутрикостной анестезии — внутрикостно.
В послеоперационном периоде — антибиотики широкого спектра действия, НПВС, бифидобактерии. Перевязки по состоянию ран, перчаточный дренаж удаляется после очищения раны от гнойного содержимого. На этапе активной грануляции — УВЧ, солевые ванночки.